# Erdbeben von Verona 1117
Das Erdbeben von Verona 1117 traf Norditalien am Abend des 3. Januar 1117. Das Epizentrum des Erdbebens lag wahrscheinlich nördlich von Verona, von wo die größten Zerstörungen gemeldet wurden. Die anhand der Schäden angenommene Intensität des Erdbebens wird verschieden eingestuft, es werden Werte von Stufe VII über IX bis XI der Mercalliskala angegeben. Die Magnitude wird auf MW 7,0 geschätzt.

## Auswirkungen
Die äußere Mauer der Arena von Verona stürzte teilweise ein, der stehengebliebene Rest wurde bei einem Erdbeben im Jahr 1183 weiter zerstört. Viele Kirchen, Klöster und Denkmale wurden zerstört oder schwer beschädigt, so dass ein großer Teil der frühmittelalterlichen Architektur Veronas verschwand. Die Zerstörung schuf den Raum für einen umfassenden romanischen Wiederaufbau. Neuere Studien legen allerdings nahe, dass die Schäden von nachfolgenden Chronisten zum Teil stark übertrieben dargestellt wurden und das Erdbeben von 1117 einfachheitshalber oder als Vorwand für die Umbauarbeiten herhalten musste.
Außerhalb von Verona waren nach zeitgenössischen Berichten ein Gebiet von Cividale bis Pavia, nach Süden bis Pisa und nach Norden bis in die Schweiz betroffen. Genannt werden vor allem Mailand, Bergamo, Brescia, Venedig, Treviso, Modena, Parma, Fénis und Cremona. Nach anderen Quellen kamen Nachrichten vom Erdbeben aus einem Gebiet zwischen Montecassino und Reims, weitere Quellen nennen Lüttich und Böhmen als Endpunkte. Das Ereignis wird in den nationalen Erdbebenkatalogen von mindestens fünf Ländern geführt (Italien, Frankreich, Belgien, Schweiz und Spanien). In Deutschland wurden Schäden an der Michaelskirche in Bamberg, der Abtei Brauweiler und Gebäuden in Konstanz und Meersburg ebenfalls diesem Erdbeben zugeschrieben. Möglicherweise könnte das Erdbeben auch eine Rolle bei dem Niedergang des später verlassenen Orts Sülchen gespielt haben.
Der Zusammenhang aller diesem Jahr zugeschriebenen Schadensberichte mit dem italienischen Erdbeben vom 3. Januar wird in einer Untersuchung aus dem Jahre 2004 bezweifelt. Nach den Ergebnissen dieser vergleichenden Studie der mehrheitlich aus Klosterannalen stammenden Quellen handelte es sich bei dem Erdbeben am 3. Januar um mindestens drei verschiedene Ereignisse: das erste Erdbeben (Intensität VII–VIII MCS, MW 6,4) ereignete sich in Süddeutschland und fand etwa zwölf Stunden vor dem Veroneser Erdbeben statt. Ein drittes Ereignis (Intensität VII-VIII MCS) soll in der nordwestlichen Toskana stattgefunden haben. Andere dem Veroneser Erdbeben zugeschriebenen Schäden stehen wahrscheinlich nicht in Zusammenhang mit diesem, sondern gehen auf lokale Ereignisse zurück.